# Fédération finlandaise de ski
La Fédération finlandaise de ski ((en finnois : Suomen Hiihtoliitto), en suédois : Finlands skidförbund) organise la pratique du ski en Finlande. Elle est basée à Helsinki et à Lahti. Elle est membre de la FIS et organise la pratique du ski de fond, du saut à ski, du combiné nordique et du ski alpin. 
Il a été créé en 1908 sous le nom de Liitto Suomen hiihtourheilun edistämiseksi.  Le premier président était Lennart Munck Af Flukila.  Son nom moderne a été adopté en 1931. 

## Les présidents
- 1908-1911 Lennart Munck Af Flukila
- 1911-1912 Artur Antman
- 1912-1913 Eino Saastamoinen
- 1914-1915 Frans Ilander
- 1915-1931 Toivo Aro
- 1931 Armas Palmros
- 1931-1937 Juho Hillo
- 1937-1941 Tauno Aarre
- 1941-1942 Kalle Vierto
- 1942 Armas Palamaa
- 1942-1954 Yrjö Kaloniemi
- 1954-1960 Akseli Kaskela
- 1960-1967 Ali Koskimaa
- 1967-1985 Hannu Koskivuori
- 1986-1989 Matti Autio
- 1990–1995 Eino Petäjäniemi
- 1996-2000 Esko Aho
- 2000-2002 Paavo M. Petäjä
- 2003-2004 Seppo Rehunen
- 2005–2009 Jaakko Holkeri
- 2009-2013 Matti Sundberg
- 2013-2017 Jukka-Pekka Vuori
- 2017- Markku Haapasalmi